# Conseil de la Révolution
Ne doit pas être confondu avec Conseil national de la Révolution algérienne.
Le Conseil de la Révolution est un organisme politique algérien mis en place par Houari Boumediène lors du Coup d'État de 1965. Celui-ci devient président de la République le 11 décembre 1976.

## Historique
Le Conseil de la révolution annonce le 19 juin 1965, par un communiqué du colonel Houari Boumediène, qu'il prend tous les pouvoirs. Avec ce Coup d'État, il dénonce le pouvoir personnel d'Ahmed Ben Bella et le démet. 
Il est une nouvelle manifestation de la place prépondérante de l’Armée nationale populaire (ANP) dans la vie politique algérienne depuis l’indépendance. Ayant investi toutes les sources hégémoniques à la tête de l’État, l’armée s’est efforcée de gommer toutes les autres légitimités, dont la légitimité révolutionnaire, pour imposer la sienne. Aux organismes dirigeants de l’État, elle substitue ainsi ce Conseil de la Révolution dépositaire de l’autorité souveraine en attendant l’adoption d’une Constitution. Ce conseil est initialement constitué de 26 membres, dont la quasi-totalité sont des officiers de l’ANP liés au clan d'Oujda. Le Conseil de la Révolution a autorité et contrôle sur le gouvernement. 
Le Conseil de la Révolution est dissout le 27 janvier 1979 et se compose alors de huit membres,.

## Conseil de la Révolution
- Président du Conseil de la Révolution : Houari Boumédiène
- Membres du Conseil de la Révolution [5] :

| Abid Saïd             | Belhouchet Abdallah  | Benahmed Mohamed       |
| Bencherif Ahmed.      | Chadli Bendjedid     | Benhaddou Bouhadjar    |
| Bensalem Abderrahmane | Salah Boubnider      | Ahmed Boudjenane       |
| Bachir Boumaza        | Abdelaziz Bouteflika | Chérif Belkacem        |
| Draia Ahmed           | Ahmed Kaïd           | Youcef Khatib          |
| Ahmed Mahsas          | Ahmed Medeghri       | Ali Mendjeli           |
| Saïd Mohammedi        | Mohand Oulhadj       | Moulay Abdelkader      |
| Soufi Salah           | Mohamed Tayebi Larbi | Yahiaoui Mohamed Salah |
| Tahar Zbiri           |                      |                        |